# Ден на учителя

## Международен ден на учителя
По инициатива на ЮНЕСКО от 1994 г. Международният ден на учителя се чества на 5 октомври. Към настоящия момент тази дата се приема от над 100 държави. В България с решение на правителството датата е приета през 2006 г.

## Национални чествания на Ден на учителя
- Австралия - последният петък на октомври[3];
- Албания - 7 март;
- Аржентина - 11 септември (по повод смъртта на големия аржентински педагог и президент на държавата Доминго Фаустино Сарменто);
- Бразилия - 15 октомври (честването започва от 1947 г. от Сао Паоло; на тази дата се чества декретът на император Педро I, с който през 1827 г. се учредяват първите начални училища в Бразилия);
- Виетнам - 20 ноември;
- Индия - 5 септември (рождената дата на втория президент на държавата Сарвепали Радхакришнан);
- Индонезия - 25 ноември (празникът е познат като Хари Гуру)';
- Иран - 2 май (в датата на смъртта на големия ирански интелектуалец Мортеза Мотахари през 1979 г.);
- Китай - 10 септември (до 1997 г. Денят на учителя е честван в Хонконг на 28 септември);
- Малайзия - 16 май (празникът се нарича Хари Гуру; отбелязва се приемането на няколко закона, свързани с образованието на Малайзия на същата дата през 1956 г.);
- Мексико - 15 май;
- Пакистан - 5 октомври;
- Перу - 6 юли (отбелязва се началото на публичното образование в Перу през 1822 г. с основаването на първото училище от националния герой Хосе де Сан Мартин)[4];
- Полша - 14 октомври;
- Русия - 5 октомври (между 1965 и 1994 г. денят се чества през първата неделя на октомври; през 1994 г. държавата се присъединява към честване на Международния ден на учителя)[5];

- САЩ - първият вторник на май;
- Сингапур - 1 септември;
- Тайван - 28 септември (рожденият ден на Конфуций);
- Турция - 24 ноември;
- Филипини - 5 октомври (празнува се от 2003 г., когато президентът издава указ, с който награждава 500 000 учители в държавата);
- Чили - 16 октомври (първоначално - от 1974 до 1977 г. денят се чества на 10 декември, на която дата през 1947 г. поетесата Габриела Мистрал е удостоена с Нобелова награда за литература; през 1977 г. е избрана актуалната дата, свързана с учредяването на Учителския колеж на Чили)[6];
- Южна Корея - 15 май;

## Ислямски ден на учителя
Няколко ислямски държави – Алжир, Бахрейн, Египет, Йемен, Йордания, Катар, Либия, Мароко, ОАЕ, Оман, Саудитска Арабия, Сирия и Тунис – честват Деня на учителя на 28 февруари.